# Yevgueni Shevchuk
Yevgueni Vasílievich Shevchuk, (en ruso: Евге́ний Васи́льевич Шевчу́к; Rîbnița, 19 de junio de 1968) es un político que ocupó el cargo de presidente de Transnistria, estado no reconocido por la comunidad internacional situado en Moldavia, desde el 30 de diciembre de 2011 hasta el 16 de diciembre de 2016.

## Carrera política
En 2000 fue elegido diputado en el Consejo Supremo de Transnistria, siendo reelegido en 2005 y en el 2010. En 2005 se convirtió en su presidente. Cuatro años después dimitió de su cargo, justificando su decisión por su oposición al intento de reforma constitucional del presidente Ígor Smirnov.
En 2011 se presentó a las elecciones presidenciales, enfrentándose al presidente Smirnov, que buscaba un quinto mandato, y a su sucesor al frente del Consejo Supremo, Anatoli Kaminski. En la primera vuelta consiguió el primer lugar, con el 38,55% de los votos, más de diez puntos por encima de Kaminski y Smirnov. La segunda vuelta fue vista como un enfrentamiento entre los sectores prorrusos, represtandos por Kaminski, y los partidarios de reducir la dependencia con Rusia, opción defendida por Shevchuk. Finalmente logró la victoria con 73,88% de los votos, convirtiéndose en el segundo presidente electo de Transnistria. En las elecciones presidenciales del 2016, perdió ante su oponente Vadim Krasnoselsky. Este ganó con el 61% de los votos.